# Irmo (Carolina del Sud)
Irmo è una città degli Stati Uniti d'America, situata tra le contee di Lexington e Richland nello Stato della Carolina del Sud.